# Statuette des Sängers Ur-Nanše
Die Statuette des Sängers Ur-Nanše ist eine rund 20 cm hohe Gipssteinplastik, die bei archäologischen Ausgrabungen in Mari (heute Tell Hariri) in Syrien gefunden wurde. Sie datiert etwa in die Mitte des 3. Jahrtausends v. Chr. und befindet sich heute im syrischen Nationalmuseum in Damaskus.
Die Figur ist mit einer Weihinschrift des Iblul-il versehen, des ältesten bekannten Herrschers von Mari. Ausweislich dieser Inschrift handelt es sich um die Darstellung eines Sängers. Vermutlich hielt die Statuette ursprünglich ein Musikinstrument in der Hand, das jedoch gemeinsam mit Unterarmen und Händen abgebrochen ist. Die Augen der Statuette sind aus eingelegten Muschelschalen und Lapislazuli gestaltet.